# 謝志偉 (香港)
謝志偉，GBS，CBE，JP（1934年10月28日—），生於澳門，在澳門接受中學教育，在美國完成數學理學士、物理學碩士及物理學博士。

## 背景
謝志偉來自澳門謝利源家族。早年就讀澳門培正中學，曾就讀香港浸會書院社會學系，先後取得美國貝勒大學數學理學士與理學碩士和美國匹茲堡大學物理學博士。1968年獲香港浸會學院邀請執教，1971年被選為香港浸會學院校長。在他的領導下，香港浸會學院於1994年突破港英殖民地高等教育傳統，取得公立大學資格，2001年宣佈退休。謝志偉在任三十年間，浸大致力開創各項嶄新課程以切合社會需要，包括傳理學、中國研究及中醫藥全日制雙學位課程等。
謝志偉在香港期間，除對高等教育作出貢獻外，亦曾擔任港英政府管治下的區議會、立法局，及行政局三級議員。在香港預備回歸祖國期間，他被委任為港事顧問、基本法諮詢委員會委員，及全國人民代表大會香港特別行政區籌備委員會委員。回歸後於1998年至2008年期間他擔任中國人民政治協商會議第九及第十屆全國委員會委員。
在香港回歸前後之長期工作中，謝志偉曾擔任不同重要政府組織之主席職位，包括公民教育委員會、雙語法例諮詢委員會、廉政公署貪污問題諮詢委員會，中醫藥發展委員會，及中醫藥管理委員會等。國際性服務方面，他是1976年成立之亞洲基督教大學協會創會主席，亦曾任亞洲基督教高等教育聯合董事會董事及國際宣明會中國事工董事會主席等。
2001年秋，謝志偉應澳門特別行政區邀請，接替行政長官出任澳門大學校董會主席，至2014年，主要任務為協助改革澳大運作體制，主持修改大學章程，提升學術水平，及推進澳大現代化及國際化進程。他於2005年至2015年出任中華文化交流協會會長，並曾於2005年至2010年兼任澳門特別行政區政府可持續發展策略研究中心主任。謝志偉現為澳門大學議庭成員、國際中醫藥學會理事長，及澳門大學發展基金信託委員會副主席。
因其過去三十多年在香港及澳門高等教育之貢獻和社區服務，謝志偉先後於1977年獲委任為太平紳士，1986年獲英帝國官佐（榮譽）勳章，1991年獲英帝國司令（榮譽）勳章等勳銜，1998年獲香港特區政府頒授金紫荊星章，及2014年獲澳門特區政府頒授教育功績勳章。由於謝志偉對國際高等教育之貢獻甚多，他先後獲英、美、澳、中國內地及港澳著名大學頒授十一項榮譽博士學位及三項榮譽教授榮銜。